# Liste der Naturdenkmale in Steinfeld (Pfalz)
Die Liste der Naturdenkmale in Steinfeld nennt die im Gemeindegebiet von Steinfeld ausgewiesenen Naturdenkmale (Stand 23. Mai 2024).

## Naturdenkmale
| Nr.         | Bezeichnung           | Lage                                        | Beschreibung     | Bild            |
| ----------- | --------------------- | ------------------------------------------- | ---------------- | --------------- |
| ND-7337-271 | Brossel Jakob’s Stütz | südlich des Ortes; Abteilung Spielböhl Lage | Pinus sylvestris | Fotos hochladen |